# بنی بهدل
بنی بهدل (به عربی: بنی بهدل) یک شهرداری در الجزایر است که در استان تلمسان واقع شده‌است.